# Surfers Paradise
Surfers Paradise è un sobborgo della città australiana di Gold Coast e, in generale, una delle più importanti località balneari della Costa d'Oro australiana. Si trova nello stato federato del Queensland, a una quindicina di chilometri a nord del confine con il vicino Nuovo Galles del Sud.

## Geografia fisica
Situata sul mare, Surfers Paradise è una graziosa cittadina.
Da molti definita la Rimini australiana, vanta bellissime spiagge, maestosi hotel, numerosi locali notturni e molti parchi divertimenti destinati a tutte le età.
Surfers Paradise dista solo 70 km da Brisbane.
È facilmente raggiungibile sia in treno che in macchina.

## Storia
I primi coloni europei si insediarono sulle rive del fiume Nerang nel XIX secolo.
Surfers Paradise conobbe il boom edilizio tra gli anni cinquanta e sessanta, ne seguì la bonifica delle zone interne acquitrinose. In quel periodo numerosi hotel si aggiunsero a quelli già esistenti contribuendo a creare la skyline che la distingue.

## Economia
La lunga striscia di spiaggia sabbiosa, le numerose attrazioni turistiche tra i quali parchi tematici e casinò, nonché la mitezza del clima durante tutto l'arco dell'anno, fanno di Surfers Paradise una meta ambita per i turisti di tutto il mondo.

## Sport
Dal 1991 il circuito cittadino di Surfers Paradise ha ospitato puntualmente ogni anno una gara del campionato di Formula CART (poi divenuta negli anni Champ Car).
Col passare degli anni e la crisi della Champ Car, Surfers Paradise ha ospitato per l'ultima volta la manifestazione nel 2008, con una gara della IndyCar Series.
Dal 2002 vi si svolge annualmente una gara del Campionato Supercars.